# Terraformación de Venus

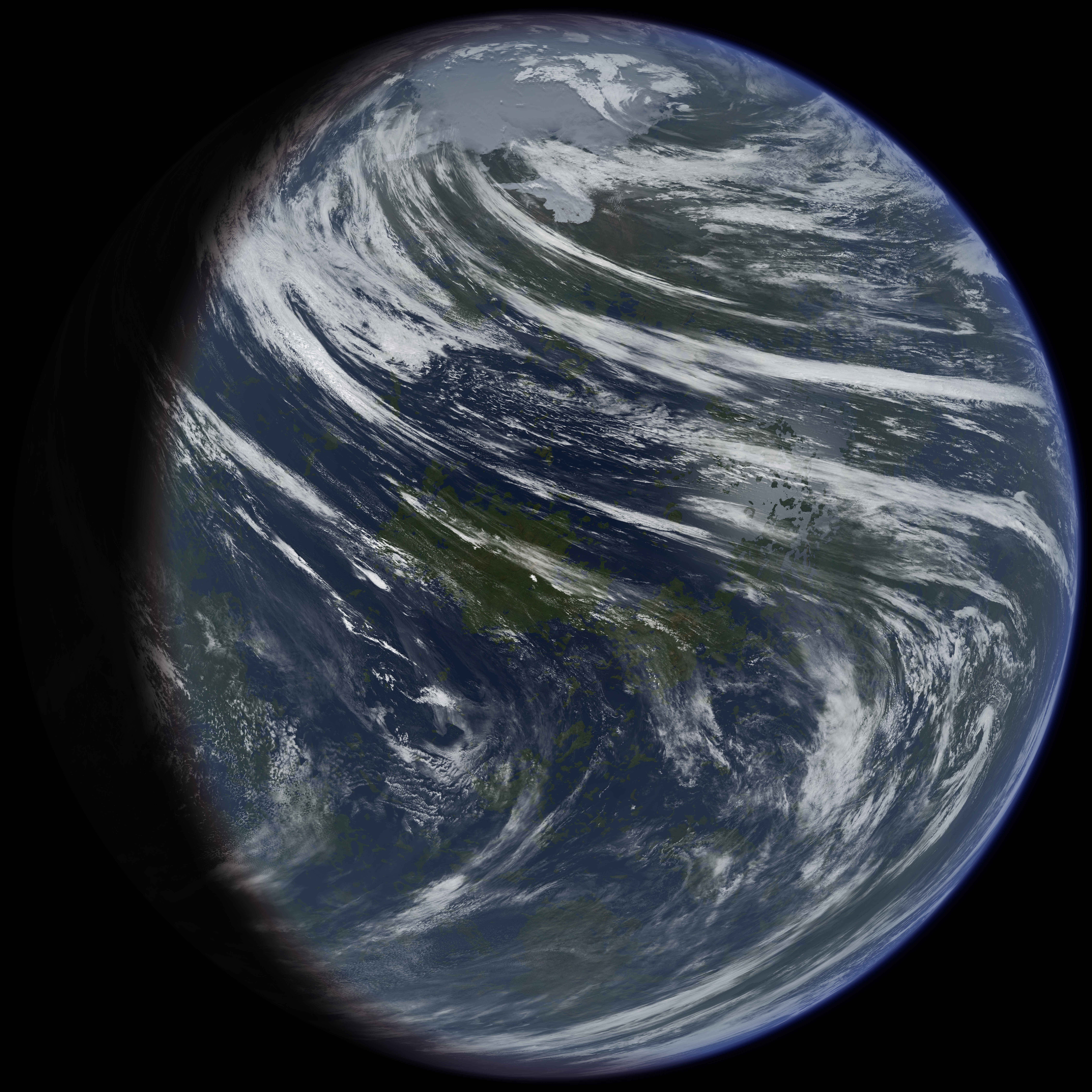
Concepción artística de Venus terraformado. Las formaciones nubosas han sido representadas asumiendo la velocidad actual de rotación del planeta.

La terraformación de Venus es el proceso teórico de ingeniería planetaria que modificaría el medio ambiente del planeta Venus para hacerlo habitable al ser humano. El astrónomo Carl Sagan fue quien propuso por primera vez desde un punto de vista científico la terraformación de Venus, en un artículo publicado en la revista Science titulado "The Planet Venus", en 1961. Esta posibilidad había sido abordada con anterioridad en publicaciones de ciencia ficción, como en The Big Rain de Poul Anderson.
Los expertos que se han pronunciado al respecto coinciden en la necesidad de realizar seis cambios sustanciales en el planeta para efectuar el proceso de terraformación, el cual vendría de la mano con la colonización del planeta:
- Reducir la temperatura superficial de Venus, estimada en 464 °C.
- Transformar o eliminar la mayor parte de su atmósfera, compuesta principalmente de dióxido de carbono y dióxido de azufre, y con una densidad de 9,2 MPa (91 atm).
- Añadir o extraer del propio planeta el oxígeno necesario para respirar y con parte del mismo crear una capa de ozono.
- Acelerar su rotación a solo veinticuatro horas, con lo que se activaría su campo magnético (para proteger al planeta de la radiación espacial y mantener su atmósfera).
- Aumentar el albedo con gases atmosféricos que reflejasen el exceso de luz. De forma complementaria, podrían necesitarse satélites que bloqueasen lo necesario al principio y que se congelasen las regiones polares para reflejar mejor el exceso de luz de forma natural.

La composición atmosférica de Venus y su elevada presión producen un efecto invernadero descontrolado que explica la alta temperatura de su superficie. Otro cambio muy deseable sería alterar la baja velocidad de rotación de Venus para reducir el ciclo día-noche (actualmente, un día en Venus equivale a 243,0223 días terrestres).

## Pantallas solares
Uno de los principales factores que contribuyen a la elevada temperatura de Venus es su proximidad al Sol. Recibe aproximadamente el doble de luz solar que la Tierra, situándose justo en el límite interno de la zona de habitabilidad del sistema solar. Como consecuencia, la mayor parte de las alternativas propuestas para una hipotética terraformación venusiana pasan por una reducción de la radiación solar que recibe el planeta para alcanzar y mantener las condiciones de habitabilidad.

### En el espacio

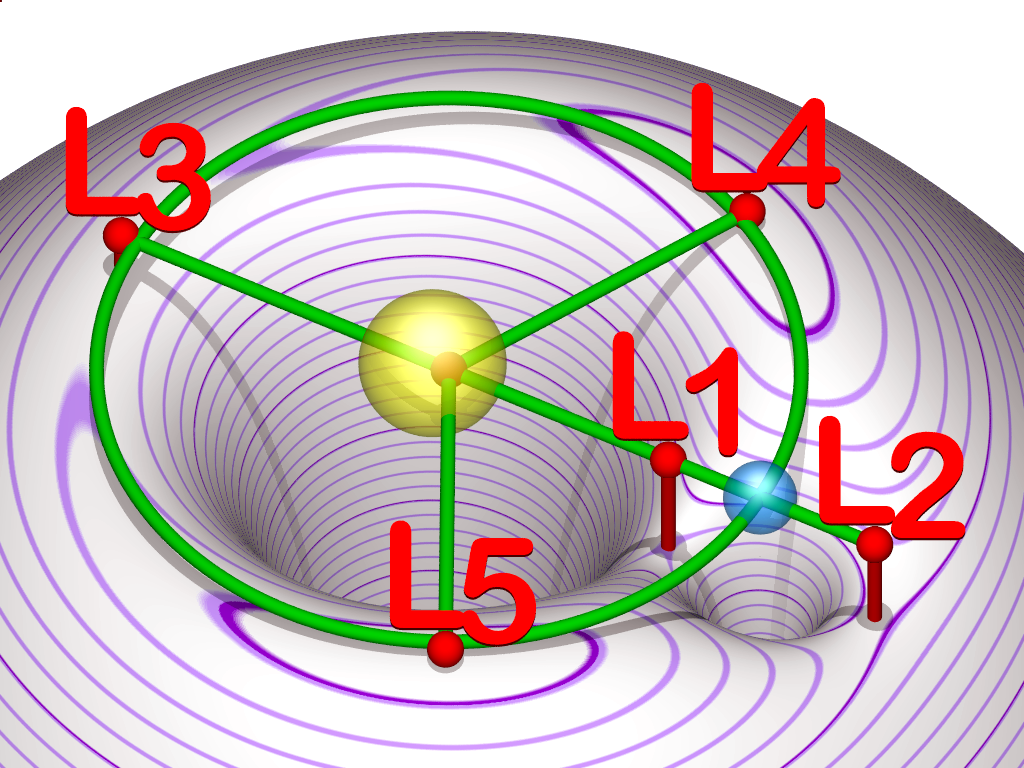
Recreación de la relación entre los puntos de Lagrange (rojo) de un planeta (azul) y su estrella (amarilla). Click para ver la animación.

Podrían emplearse pantallas solares que redujesen la insolación total recibida por Venus, enfriando lo suficiente su superficie como para acometer con éxito el resto de cambios en su medio ambiente. Una pantalla situada en el punto de Lagrange L1 Sol-Venus también serviría para bloquear el viento solar, eliminando el problema de exposición a la radiación en Venus.
La construcción de una gran pantalla solar es una tarea de enormes proporciones. El tamaño de la misma en el punto L1 de Venus tendría que ser cuatro veces mayor que el diámetro del planeta, lo que requeriría el empleo de una ingeniería aún desconocida y construirla en el espacio. Además, sería extremadamente complicado equilibrar una fina pantalla solar entre Venus y el Sol, ya que la presión de la radiación entrante terminaría por convertirla en una gigantesca vela solar. Si se llevase la pantalla al punto L1, la presión añadiría fuerza al lado solar y sería necesario desplazarla aún más cerca del Sol.
Se han sugerido posibles cambios en el diseño de la pantalla que evitasen que actuase como una vela solar. Uno de los métodos propuestos consiste en el uso de una serie de espejos sincronizados en una órbita polar, que reflejasen la luz solar al lado no iluminado de la pantalla. La presión de los fotones empujaría los espejos de apoyo a un ángulo de 30° desde el lado solar.
El científico y escritor Paul Birch propuso la utilización de una serie de espejos contiguos próximos al punto L1 entre Venus y el Sol. Las pantallas solares no serían perpendiculares a los rayos solares, sino que se situarían en un ángulo de 30° que reflejase la luz de un panel a otro, negando la presión de los fotones. Cada fila sucesiva de paneles presentaría un grado de desviación (mayor o menor según el caso) respecto a los 30° originales, haciendo que la luz reflejada se separase 4° de Venus.
Estos reflectores solares también podrían emplearse como generadores de energía solar que ofreciesen un soporte a los procedimientos a acometer en la superficie del planeta.
Las pantallas solares espaciales y las velas solares en general se encuentran aún en un primitivo estado de desarrollo, ya que el enorme tamaño requerido necesitaría una cantidad de material que supera en varios órdenes de magnitud a cualquier otro objeto lanzado al espacio o construido directamente en él.

### En la atmósfera o en la superficie

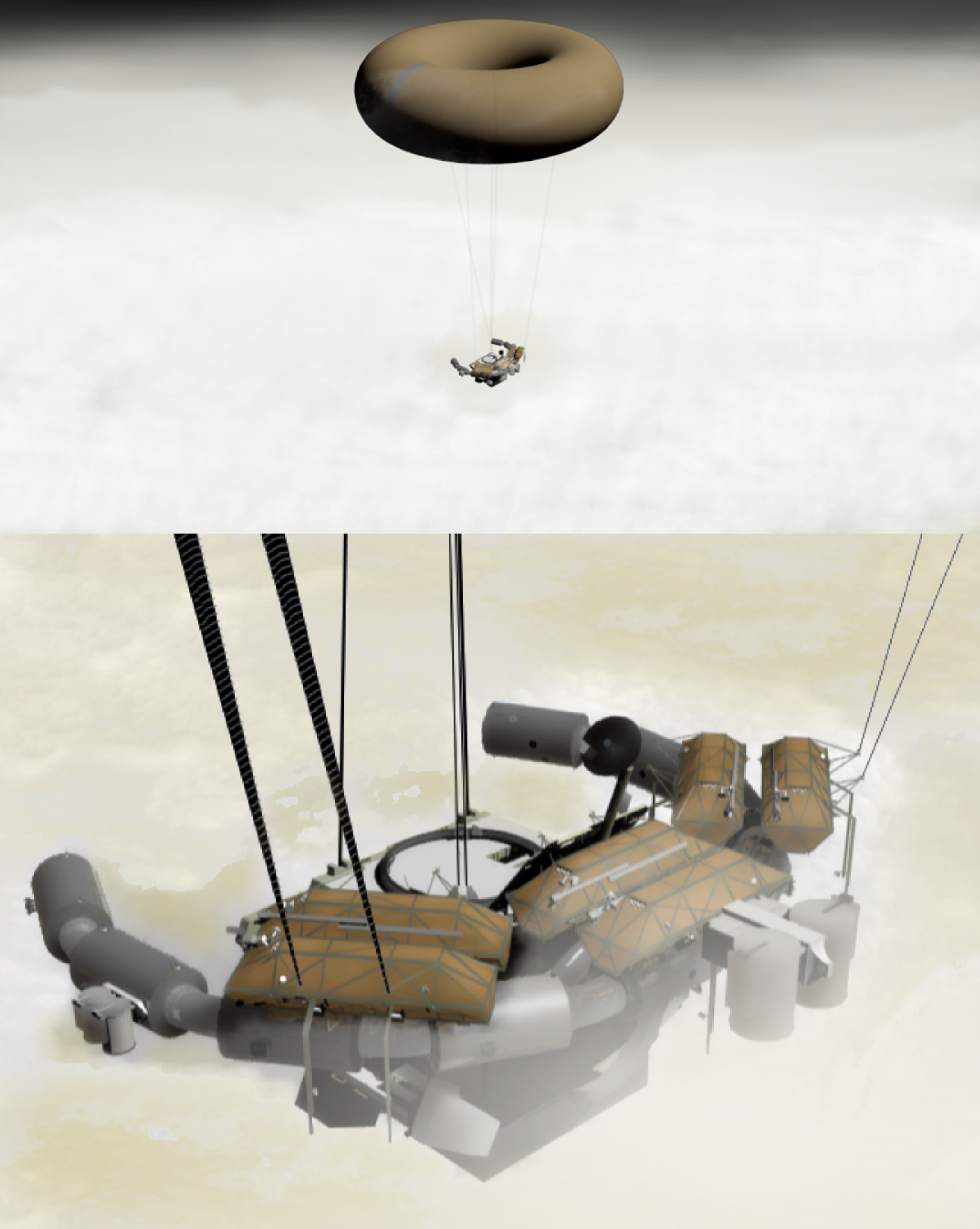
Prototipo de hábitat aerostático

El enfriamiento también podría llevarse a cabo mediante la colocación de reflectores en la atmósfera o en la superficie. Se ha sugerido la posibilidad de situar globos reflectores flotando en la atmósfera superior para crear sombras, aunque su número y tamaño tendrían que ser necesariamente grandes. Geoffrey A. Landis ha propuesto como alternativa que un efecto similar podría alcanzarse con la construcción de ciudades flotantes que formasen un escudo reflector alrededor del planeta, al tiempo que procesan la atmósfera para adaptarla a las condiciones aceptables para el ser humano. De este modo, se combinaría la teoría del escudo solar con el procesamiento de la atmósfera, consiguiendo la terraformación de Venus aplicando una tecnología escalable que proporcionase de inmediato un espacio habitable en Venus. Si son fabricadas con nanotubos de carbono (recientemente desarrollados en forma de lámina) o con grafeno (una forma alotrópica de carbono en forma de hoja), los principales materiales de construcción podrían extraerse de la propia atmósfera, disminuyendo la concentración de dióxido de carbono y aumentando la de oxígeno. El recientemente sintetizado carbono amorfo (una forma exótica de sólido amorfo de dióxido de carbono), podría ser un material estructural útil si puede ser adaptado a las condiciones normalizadas de presión y temperatura, quizás mediante una mezcla con cristales de óxido de silicio regular. Según el análisis de Birch, estas colonias y materiales proporcionarían un inmediato retorno de la inversión necesaria para la colonización de Venus, permitiendo la financiación de la terraformación.
Otro método para reducir la temperatura del planeta podría ser uso de materiales claros o reflectantes en la superficie, incrementando el albedo. Una vez más, sería necesario emplear grandes cantidades de estos materiales y tendría que realizarse después de haber disminuido su presión atmosférica, ya que Venus está completamente envuelto por densas capas de nubes.
Las soluciones de refrigeración atmosférica y superficial propuestas aprovechan tecnologías existentes o al alcance de los medios actuales. No obstante, Venus ya dispone de nubes altamente reflectantes (dándole un albedo de 0,65), por lo que cualquier enfoque tendría que superar sustancialmente esta cifra para establecer una diferencia notoria.

### Combinación de protectores solares y condensación atmosférica
Birch propuso que las protectores solares podrían utilizarse no solo para enfriar el planeta, sino también para reducir la presión atmosférica, mediante el proceso de congelación del dióxido de carbono . Esto requiere que la temperatura de Venus sea reducida, primero al punto de licuefacción, requiriendo una temperatura inferior a 304 K (31 °C) y presiones parciales de CO2 para bajar la presión atmosférica a 73,8 bar (punto crítico del dióxido de carbono) ; Y desde allí la reducción de la temperatura por debajo de 217 K (-56 °C -69 °F) (punto triple del dióxido de carbono). Por debajo de esa temperatura, la congelación del dióxido de carbono atmosférico en hielo seco hará que se deposite sobre la superficie. Propuso entonces que el CO2 congelado pudiera ser enterrado y mantenido en esa condición por la presión, o incluso enviado fuera del mundo (tal vez para proporcionar gas de efecto invernadero necesario para la terraformación de Marte o las lunas de Júpiter). Después de que este proceso estuviera completo, los tonos se podrían quitar o solettas agregados, permitiendo que el planeta calentara parcialmente otra vez a las temperaturas cómodas para la vida de la Tierra. Se necesitaría una fuente de hidrógeno o agua, y algunos de los 3,5 bar restantes de nitrógeno atmosférico tendrían que ser fijados en el suelo. Birch sugiere interrumpir una luna helada de Saturno y bombardear a Venus con sus fragmentos para proporcionar tal vez una profundidad media de 100 metros de agua en todo el planeta.

## Eliminación de la densa atmósfera de CO2

### Enfoques biológicos
En su artículo para la revista Science de 1961, Carl Sagan propuso sembrar la atmósfera de Venus con algas que absorbiesen el dióxido de carbono y redujesen el efecto invernadero, fijando el CO2 en formas orgánicas y liberando O2 en el proceso. De este modo, conseguiría disminuir la temperatura del planeta y adaptar su atmósfera. Sin embargo, este artículo fue elaborado años antes de que la sonda Venera 4 aterrizase en la superficie de Venus y consiguiese transmitir datos de sus condiciones atmosféricas, demostrando que su densidad era demasiado elevada como para que la propuesta de Sagan tuviese éxito. Aunque las algas pudiesen prosperar en las duras condiciones de su atmósfera superior, se estima que el carbono que se fijase en forma orgánica probablemente se liberaría como CO2 en cuanto cayese a las calientes regiones inferiores. La producción de moléculas orgánicas a partir de dióxido de carbono requiere un aporte adicional de hidrógeno, que en la Tierra se toma de su abundante suministro de agua pero que en Venus, como consecuencia de su mayor exposición al viento solar, es casi inexistente.
En su publicación Un punto azul pálido (1994), el propio Sagan reconoció que su propuesta original para la terraformación de Venus no habría funcionado.
Las hipotéticas colonias flotantes podrían retomar la transformación biológica de la atmósfera venusiana. Mediante la importación de agua u otra fuente de hidrógeno, sería posible capturar gradualmente el dióxido de carbono empleando organismos fotosintéticos. Además, si fuesen lo suficientemente numerosas y si su reflectividad fuese alta, podrían proporcionar un mayor albedo al planeta. Se necesitaría importar una enorme cantidad de hidrógeno para poder capturar todo el carbono existente en la atmósfera de Venus, estimado en 1.2×1020 kg.

### Introducción de hidrógeno
Según Birch, la descarga de una gran cantidad de hidrógeno en la atmósfera de Venus y su reacción con el dióxido de carbono autóctono producirían carbono elemental (grafito) y agua por la reacción de Bosch. Se necesitarían unos 4×1019 kg de hidrógeno para transformar la totalidad de la atmósfera, que podrían obtenerse de los gigantes gaseosos o del hielo de sus satélites. También se requeriría la difusión de hierro en forma de aerosol para que la reacción funcionase y que podría extraerse de Mercurio, de asteroides o de la Luna. Probablemente, la pérdida de hidrógeno a consecuencia del viento solar sería insignificante en la escala de tiempo de la terraformación, y es posible que pudiese contrarrestarse mediante un suministro adicional.
La relativamente plana superficie de Venus haría que, como resultado de este proceso, el agua cubriese un 80% del planeta (frente al 70% terrestre) a pesar de que solo representaría un 10% del volumen total de agua en nuestro planeta. La atmósfera tendría una presión de unos 3 bares (aproximadamente el triple que en la Tierra) y se compondría principalmente de nitrógeno. De acuerdo a la ley de Henry, una parte se disolvería en los nuevos océanos, disminuyendo aún más su presión atmosférica.
El hidrógeno necesario también podría obtenerse provocando una colisión directa con un cuerpo de grandes dimensiones que lo tuviera, como algunos satélites de Júpiter. Esta hipótesis conllevaría una enorme cantidad de energía para conseguir desplazar al colisionador de su órbita y un largo periodo de transición para observar los efectos definitivos sobre las condiciones de Venus, que serían desconocidos. El impacto podría utilizarse también para alterar la velocidad de rotación de Venus e incluso para alejar su órbita, acercándolo más a la Tierra y, por tanto, a la zona habitable del sistema solar.

### Captura en carbonatos
Bombardeando Venus con magnesio y calcio refinados podría capturarse el dióxido de carbono en carbonatos de calcio y magnesio. Se necesitarían 8×1020 kg de calcio o 5×1020 kg de magnesio, lo que implicaría minería y refinación de metales a gran escala. Una masa de 8×1020 kg es aproximadamente el doble de la masa del asteroide Vesta, que mide unos 530 km de diámetro.
El modelo de Mark Bullock de la evolución de la atmósfera de Venus sugiere que los minerales existentes en la superficie, particularmente los óxidos de calcio y magnesio, podrían servir como reductores de dióxido de carbono y dióxido de azufre. Si estos últimos pudiesen ser expuestos a la atmósfera, disminuiría la densidad atmosférica y bajaría la temperatura. Uno de los posibles estados finales modelados por Bullock era un ambiente de 43 bares y 125 °C.

### Licuefacción directa y captura
La propuesta de Birch implica el uso de una pantalla solar que enfríe Venus lo suficiente como para permitir la licuefacción, desde una temperatura inferior a 31 °C y 73.8 bares de presión atmosférica (punto crítico del dióxido de carbono), y luego descenderlas a 5.18 bares y -56 °C (punto triple del dióxido de carbono). Por debajo de esa temperatura, la congelación del dióxido de carbono atmosférico en forma de hielo seco haría que se depositase sobre la superficie. Posteriormente, podría ser enterrado (la presión mantendría su estado sólido) o ser expulsado al espacio. Para terminar, se retirarían las pantallas solares, dando a Venus unas temperaturas similares a las de la Tierra.
Esta solución seguiría necesitando un aporte externo de hidrógeno y una reducción de los 3.5 bares de nitrógeno atmosférico (que tendrían que depositarse bajo la superficie). Birch sugiere fragmentar un satélite de Saturno y arrojar sus restos contra Venus, para proporcionar océanos de unos 100 metros de profundidad que cubriesen todo el planeta.

### Eliminación de la atmósfera
La eliminación de la atmósfera venusiana podría realizarse por varios métodos, posiblemente en combinación. La expulsión directa al espacio sería probablemente muy compleja. Venus tiene una velocidad de escape lo suficientemente alta como para que sea poco práctico realizarlo a través de asteroides que impactasen sucesivamente contra su superficie. Pollack y Sagan calcularon en 1993 que un impactador de 700 km de diámetro que golpease Venus a 20 km/s eliminaría por completo la atmósfera visible desde el punto de impacto, lo que representa menos de una milésima parte del total. Aunque se diesen rendimientos decrecientes a medida que su densidad atmosférica disminuyera con sucesivos impactos, sería necesario bombardear su superficie con un gran número de asteroides de este tamaño. Landis calculó que para disminuir la presión desde los 92 bares actuales a 1 bar se requerirían más de 2000 impactos, incluso si la eficacia del proceso es perfecta. Objetos más pequeños no funcionarían bien para acometer este proceso, ya que se necesitaría una cantidad colosal de impactos para obtener resultados similares. En cualquiera de estos casos, los gases liberados por el bombardeo podrían reemplazar a los expulsados, volviendo al punto de partida. La mayor parte de la atmósfera liberada al espacio permanecería en una órbita cercana y finalmente caería de nuevo sobre el planeta.
La eliminación atmosférica controlada también resultaría extremadamente difícil. Los ascensores espaciales serían muy difíciles de construir debido a la baja velocidad de rotación de Venus, que hace que su órbita geoestacionaria se encuentre a una distancia superior al millón y medio de kilómetros (frente a los 35.786 km terrestres). La gruesa atmósfera del planeta también hace inviables las catapultas electromagnéticas emplazadas sobre la superficie venusiana. Posibles soluciones incluyen la construcción de catapultas electromagnéticas fijadas a globos de gran altitud o de torres apoyadas en globos que se extiendan por encima de la mayor parte de la atmósfera, el uso de fuentes espaciales y el empleo de motocultores.
Conviene tener en cuenta que la homogeneidad de la temperatura superficial de Venus está asociada a su intenso efecto invernadero, por lo que la reducción de la atmósfera conllevaría una importante oscilación térmica entre la cara diurna y la nocturna. Otro efecto secundario a la reducción en la densidad atmosférica sería la posible creación involuntaria de zonas de intensa actividad climática como consecuencia del rápido calentamiento o enfriamiento de la atmósfera, dada su menor densidad.

## Rotación
Venus completa su rotación cada 243 días (con diferencia, el periodo de rotación más lento de todos los planetas mayores). Así, el día sideral venusiano dura más que su año (243 frente a 224,7 días terrestres). Sin embargo, la longitud de un día solar en Venus es significativamente menor que la del día sideral: Para un observador situado sobre la superficie de Venus, el tiempo transcurrido entre un amanecer y el siguiente sería de 116,75 días terrestres. Por esta razón, la lenta velocidad de rotación venusiana se traduce en días y noches extremadamente largos, lo que complicaría la posible adaptación de plantas y animales terrestres. Posiblemente, este sea uno de los principales motivos que justifican que Venus carezca de un campo magnético significativo.

### Espejos espaciales
Una propuesta para compensar su lenta rotación implica la puesta en órbita de espejos solares que reflejen luz al lado nocturno y proporcionen sombra al diurno. Además de su propuesta de implantar un sistema de espejos contiguos cerca del punto L1 entre Venus y el Sol, Paul Birch ha sugerido la puesta en órbita de un espejo solar que gire en una órbita polar y que produjese un ciclo de luz de 24 horas.

### Cambio de la velocidad de rotación
Modificar directamente la velocidad de rotación de Venus requeriría una cantidad de energía varios órdenes de magnitud por encima de la requerida para poner en órbita el sistema de espejos solares e incluso que la necesaria para expulsar su atmósfera. Investigaciones científicas recientes sugieren que sobrevuelos cercanos de asteroides o cuerpos cometarios con un diámetro superior a 100 km sobre la superficie de un planeta podrían servir para desplazarlo de su órbita o aumentar su velocidad de rotación. Un impacto directo de considerables dimensiones también podría producir un efecto similar, de forma más inmediata, alterando su rotación en función del ángulo y lugar de la colisión, así como del tamaño del impactador; y modificar su órbita para acercar Venus a la zona de habitabilidad del sistema solar. Si la composición del objeto incluye cantidades elevadas de agua o hidrógeno, podría además transformar la inhóspita atmósfera venusiana.
G. David Nordley ha propuesto, en el ámbito de la ficción, la reducción en la duración del día venusiano hasta 30 días terrestres mediante el uso de catapultas electromagnéticas empleadas para la reducción de su densidad atmosférica. Una propuesta de Birch implica el uso de miembros de compresión dinámica para transferir energía e impulso a través de corrientes de masas de alta velocidad en una banda alrededor del ecuador de Venus. Estimó que el día venusiano podría reducirse a 24 horas en un plazo de 30 años, empleando este método.